# Associazione Calcio Fiorentina 1939-1940
Questa voce raccoglie le informazioni riguardanti l'Associazione Calcio Fiorentina nelle competizioni ufficiali della stagione 1939-1940.

## Stagione
Quest'anno la Fiorentina lotta fino alle ultime giornate e riesce a salvarsi grazie al miglior quoziente reti. Cambia anche l'allenatore: Giuseppe Galluzzi sostituisce l'austriaco Rodolfo Soutschek.
Il cambio di allenatore a stagione in corso segnerà, per la Fiorentina un momento importante, con il passaggio dal classico "metodo" al moderno "sistema", una evoluzione tattica che contribuirà a lanciare la squadra la stagione successiva. Stagione sfortunata per la squadra viola che è bersagliata dagli infortuni, quello di Menti in prima linea.
I viola si aggiudicano però il primo importante trofeo della loro storia la Coppa Italia giunta alla sesta edizione, superando in ordine: al primo turno nei sedicesimi di finale il Cavagnaro (7-1), negli ottavi il Milan (1-1 e 5-0 nella ripetizione), ai quarti la Lazio (4-1) e in semifinale si sbarazzano della Juventus (3-0). Nell'epilogo finale, il 15 giugno 1940, i toscani superano il Genova 1893 con rete di Celoria al 26'.

## Rosa
| N. |                   | Ruolo | Calciatore                 |
| -- | ----------------- | ----- | -------------------------- |
|    | Italia (bandiera) | P     | Ugo Innocenti              |
|    | Italia (bandiera) | P     | Luigi Griffanti (capitano) |
|    | Italia (bandiera) | D     | Piero Antona               |
|    | Italia (bandiera) | D     | Giorgio Da Costa           |
|    | Italia (bandiera) | D     | Giacinto Ellena            |
|    | Italia (bandiera) | D     | Armando Frigo              |
|    | Italia (bandiera) | D     | Carlo Piccardi             |
|    | Italia (bandiera) | D     | Gino Pasin                 |
|    | Italia (bandiera) | D     | Angelo Simontacchi         |
|    | Italia (bandiera) | D     | Franco Pincelli            |
|    | Italia (bandiera) | D     | Giuseppe Bigogno           |
|    | Italia (bandiera) | C     | Mario Mannelli             |

| N. |                   | Ruolo | Calciatore            |
| -- | ----------------- | ----- | --------------------- |
|    | Italia (bandiera) | C     | Gipo Poggi            |
|    | Italia (bandiera) | C     | Guido Boldi           |
|    | Italia (bandiera) | C     | Romeo Menti           |
|    | Italia (bandiera) | C     | Pasquale Morisco      |
|    | Italia (bandiera) | C     | Giuliano Tagliasacchi |
|    | Italia (bandiera) | A     | Giuseppe Baldini      |
|    | Italia (bandiera) | A     | Antonio Gemo          |
|    | Italia (bandiera) | A     | Mario Celoria         |
|    | Italia (bandiera) | A     | Arrigo Morselli       |
|    | Italia (bandiera) | A     | Romano Penzo          |
|    | Italia (bandiera) | A     | Elio Grolli           |

## Risultati

### Serie A

#### Girone di andata
| Arbitro: | Galeati (Bologna) |

|           |           |           |
| Boldi 49’ | Marcatori | 52’ Conti |

| Arbitro: | Gamba (Napoli) |

|                     |           |                     |
| Boffi 21’, 23’, 89’ | Marcatori | 64’ (rig.) Menti II |

| Arbitro: | Scorzoni (Bologna) |

|                           |           |                                    |
| Menti II 44’ Poggi II 52’ | Marcatori | 16’ Vettraino 42’ Busani 45’ Piola |

| Arbitro: | Zelocchi (Modena) |

|                 |           |              |
| Romano 56’, 61’ | Marcatori | 37’ Menti II |

| Arbitro: | Mattea (Torino) |

|              |           |  |
| Morselli 68’ | Marcatori |  |

| Arbitro: | Moretti (Genova) |

|                        |           |                              |
| Bellini 1’, 82’ Bo 10’ | Marcatori | 2’ Morselli 66’ Tagliasacchi |

| Arbitro: | Bertolio (Torino) |

|                                    |           |             |
| Tagliasacchi 60’ Menti II 70’, 88’ | Marcatori | 25’ Alberti |

| Arbitro: | Barlassina (Novara) |

|                          |           |           |
| Quario 43’ Rosellini 48’ | Marcatori | 12’ Frigo |

| Arbitro: | Rosso (Torino) |

|                                                 |           |  |
| Celoria 31’ Morselli 43’ Menti II 86’ Frigo 88’ | Marcatori |  |

| Arbitro: | Bertolio (Torino) |

|                                         |           |  |
| Ferraris II 8’ Candiani 26’ Demaria 49’ | Marcatori |  |

| Arbitro: | Scarpi (Dolo) |

|             |           |  |
| Celoria 10’ | Marcatori |  |

| Arbitro: | Galeati (Bologna) |

|                         |           |          |
| Trevisan 27’ Grezar 84’ | Marcatori | 2’ Penzo |

| Arbitro: | Pirovano (Monza) |

|                            |           |                     |
| Frigo 25’, 58’ Bigogno 83’ | Marcatori | 29’ Bazan 74’ Manni |

| Arbitro: | Mazza (Torre del Greco) |

|                        |           |              |
| Capri 2’ Michelini 49’ | Marcatori | 53’ Morselli |

| Arbitro: | Ciamberlini (Genova) |

|           |           |                        |
| Frigo 84’ | Marcatori | 38’ (aut.) Simontacchi |

#### Girone di ritorno
| Arbitro: | Saracini (Ancona) |

|                                          |           |  |
| Arcari IV 63’ Miniati 65’ Scarabello 77’ | Marcatori |  |

| Arbitro: | Scarpi (Dolo) |

|                  |           |  |
| Tagliasacchi 72’ | Marcatori |  |

| Arbitro: | Bertolio (Torino) |

|               |           |                  |
| Vettraino 74’ | Marcatori | 80’ Tagliasacchi |

| Arbitro: | Mazza (Torre del Greco) |

|                            |           |                             |
| Tagliasacchi 62’ Penzo 76’ | Marcatori | 88’ (rig.) Romano 89’ Galli |

| Arbitro: | Bonivento (Venezia) |

|                                                |           |                               |
| Reguzzoni 30’ (rig.) Puricelli 47’ Biavati 75’ | Marcatori | 43’ Menti II 65’ Tagliasacchi |

| Firenze 25 febbraio 1940 21ª giornata | Fiorentina           | 0 – 0 | Juventus | Stadio Giovanni Berta\| Arbitro: \| Ciamberlini (Genova) \| |
| Arbitro:                              | Ciamberlini (Genova) |       |          |                                                             |

| Arbitro: | Scorzoni (Bologna) |

|                                 |           |  |
| Alberti 20’ (rig.) Lombardi 90’ | Marcatori |  |

| Arbitro: | Barlassina (Novara) |

|                       |           |  |
| Celoria 51’ Boldi 88’ | Marcatori |  |

| Arbitro: | Mattea (Torino) |

|                          |           |                     |
| Stella 6’ Lazzaretti 11’ | Marcatori | 72’ (rig.) Morselli |

| Arbitro: | Scorzoni (Bologna) |

|  |           |                                         |
|  | Marcatori | 60’ Rebuzzi I 63’ Frossi 76’ Campatelli |

| Roma 21 aprile 1940 26ª giornata | Roma              | 0 – 0 | Fiorentina | Campo Testaccio\| Arbitro: \| Galeati (Bologna) \| |
| Arbitro:                         | Galeati (Bologna) |       |            |                                                    |

| Arbitro: | Bertolio (Torino) |

|              |           |  |
| Menti II 10’ | Marcatori |  |

| Arbitro: | Mattea (Torino) |

|                                                |           |  |
| Zironi 30’ Sentimenti III 83’ (rig.) Banfi 89’ | Marcatori |  |

| Arbitro: | Galeati (Bologna) |

|                                     |           |                     |
| Baldini 44’ Ellena 55’ Morselli 88’ | Marcatori | 5’ Capri 46’ Petron |

| Arbitro: | Biancone (Roma) |

|                            |           |              |
| Maestrelli 10’ Begnini 53’ | Marcatori | 16’ Menti II |

### Coppa Italia
| Arbitro: | Forni (Trento) |

|                                              |           |             |
| Penzo 2’, 15’, 38’, 73’ Antona 20’, 25’, 53’ | Marcatori | 39’ Pantani |

| Arbitro: | Mattea (Torino) |

|               |           |            |
| Buscaglia 17’ | Marcatori | 30’ Antona |

| Arbitro: | Scorzoni (Bologna) |

|                                                     |           |  |
| Morisco 43’ Celoria 48’ Baldini 60’, 70’ Antona 89’ | Marcatori |  |

| Arbitro: | Zelocchi (Modena) |

|                                          |           |               |
| Celoria 12’ Baldini 35’, 78’ Morisco 50’ | Marcatori | 31’ Vettraino |

| Arbitro: | Barlassina (Novara) |

|                              |           |  |
| Celoria 16’, 32’ Baldini 36’ | Marcatori |  |

| Arbitro: | Barlassina (Novara) |

|             |           |  |
| Celaria 26’ | Marcatori |  |

## Statistiche

### Statistiche di squadra
| Competizione | Punti | In casa | In casa | In casa | In casa | In casa | In casa | In trasferta | In trasferta | In trasferta | In trasferta | In trasferta | In trasferta | Totale | Totale | Totale | Totale | Totale | Totale | DR  |
| Competizione | Punti | G       | V       | N       | P       | Gf      | Gs      | G            | V            | N            | P            | Gf           | Gs           | G      | V      | N      | P      | Gf     | Gs     | DR  |
| ------------ | ----- | ------- | ------- | ------- | ------- | ------- | ------- | ------------ | ------------ | ------------ | ------------ | ------------ | ------------ | ------ | ------ | ------ | ------ | ------ | ------ | --- |
| Serie A      | 24    | 15      | 9       | 4       | 2       | 25      | 15      | 15           | 0            | 2            | 13           | 12           | 33           | 30     | 9      | 6      | 15     | 37     | 48     | -11 |
| Coppa Italia |       | 5       | 5       | 0       | 0       | 20      | 2       | 1            | 0            | 1            | 0            | 1            | 1            | 6      | 5      | 1      | 0      | 21     | 3      | +18 |
| Totale       |       | 20      | 14      | 4       | 2       | 45      | 17      | 16           | 0            | 3            | 13           | 13           | 34           | 36     | 14     | 7      | 15     | 58     | 51     | +7  |

### Statistiche dei giocatori
| Giocatore       | Serie A  | Serie A | Coppa Italia | Coppa Italia | Totale   | Totale |
| Giocatore       | Presenze | Reti    | Presenze     | Reti         | Presenze | Reti   |
| --------------- | -------- | ------- | ------------ | ------------ | -------- | ------ |
| P. Antona       | 9        | 0       | 4            | 5            | 13       | 5      |
| G. Baldini      | 5        | 1       | 5            | 5            | 10       | 6      |
| G. Bigogno      | 22       | 1       | 4            | 0            | 26       | 1      |
| G. Boldi        | 4        | 2       | 0            | 0            | 4        | 2      |
| M. Celoria      | 26       | 3       | 5            | 5            | 31       | 8      |
| G. Da Costa     | 0        | 0       | 3            | 0            | 3        | 0      |
| G. Ellena       | 30       | 1       | 6            | 0            | 36       | 1      |
| A. Frigo        | 21       | 5       | 1            | 0            | 22       | 5      |
| A. Gemo         | 2        | 0       | 0            | 0            | 2        | 0      |
| L. Griffanti    | 24       | -39     | 5            | -3           | 29       | -42    |
| E. Grolli       | 5        | 0       | 0            | 0            | 5        | 0      |
| U. Innocenti    | 6        | -9      | 1            | -0           | 7        | -9     |
| M. Mannelli     | 3        | 0       | 1            | 0            | 4        | 0      |
| R. Menti        | 17       | 9       | 2            | 0            | 19       | 9      |
| P. Morisco      | 1        | 0       | 3            | 2            | 4        | 2      |
| A. Morselli     | 28       | 6       | 6            | 0            | 34       | 6      |
| G. Pasin        | 14       | 0       | 4            | 0            | 18       | 0      |
| R. Penzo        | 9        | 2       | 1            | 4            | 10       | 6      |
| C. Piccardi     | 26       | 0       | 6            | 0            | 32       | 0      |
| F. Pincelli     | 5        | 0       | 0            | 0            | 5        | 0      |
| G. Poggi        | 19       | 1       | 4            | 0            | 23       | 1      |
| A. Simontacchi  | 29       | 0       | 3            | 0            | 32       | 0      |
| G. Tagliasacchi | 25       | 6       | 2            | 0            | 27       | 6      |